# Paralelogram
Paralelogram (u staroj literaturi ponekad nazivan i kosa pačetvorina,) je četverokut kojemu se dijagonale međusobno raspolavljaju (tj. dijagonale se sijeku, i sjecište je polovište svake dijagonale). Ekvivalentno, to je četverokut s dva para paralelnih i sukladnih nasuprotnih stranica.  Paralelogram je presjek dviju pruga tako da rubni pravci jedne pruge imaju drugi smjer od rubnih pravaca druge pruge. Nasuprotni kutovi paralelograma su sukladni, a kutovi priležeći uz ma koju stranicu su međusobno suplementni. Generalizacija paralelograma u proizvoljnom broju dimenzija je paralelepiped.

## Posebni slučajevi
- Romb - sve su stranice jednake duljine.
- Romboid - parovi stranica su različitih duljina
- Pravokutnik - svi su kutovi pravi.
- Kvadrat - pravokutnik jednakih duljina stranica (sve su stranice jednake, svi su kutovi pravi).

## Formule
| P (površina): | {\displaystyle a\cdot h_{a}=b\cdot h_{b}=a\cdot b\cdot \sin \alpha =a\cdot b\cdot \sin \beta } |
| O (opseg):    | {\displaystyle 2(a+b)}                                                                         |